# CL Draconis
Désignations
CL Draconis (en abrégé CL Dra) est une étoile variable de la constellation boréale du Dragon. Elle est visible à l'œil nu avec une magnitude apparente de 4,95. L'étoile présente une parallaxe annuelle de 29,62 mas mesurée par le satellite Gaia, ce qui permet d'en déduire qu'elle est distante de ∼ 110 a.l. (∼ 33,7 pc) de la Terre. Elle se rapproche du Système solaire à une vitesse radiale héliocentrique de −11 km/s. L'étoile possède un mouvement propre relativement important, traversant la sphère céleste à un rythme de 0,185 seconde d'arc par an.
CL Draconis est classée comme une étoile sous-géante jaune-blanc de type spectral F0 IV, ce qui indique qu'elle est une étoile vieillissante qui a épuisé les réserves en hydrogène de son cœur. Elle tourne rapidement sur elle-même à une vitesse de rotation projetée de 165 km/s. Cela lui donne une une forme aplatie avec un bourrelet équatorial qu'on estime être 8 % plus grand que son rayon polaire. CL Draconis est une étoile variable de type Delta Scuti, dont la luminosité varie avec une amplitude de 0,01 magnitude seulement sur une période de 1,83 heure. L'étoile est 1,68 fois plus massive que le Soleil et elle est estimée être âgée de 643 millions d'années. Elle est 10,2 fois plus lumineuse que le Soleil et sa température de surface est de 7 439 K.